# Vrachonisída Kafkalída
Vrachonisída Kafkalída är en ö i Grekland.   Den ligger i prefekturen Nomós Ileías och regionen Västra Grekland, i den sydvästra delen av landet, 230 km väster om huvudstaden Aten.